# Bernard IV de Comminges
Pour les articles homonymes, voir Bernard de Comminges et Bernard IV.
Bernard IV de Comminges (mort le 22 février 1225) est comte de Comminges de 1176 à 1225, fils de Bernard III Dodon, comte de Comminges, et d’une fille d’Alphonse Jourdain, comte de Toulouse.
Il participe à certains combats de la croisade des albigeois, dans le camp des cathares.

## Biographie
À la mort de son père, en mai 1176, il partage ses biens avec son frère Roger, qui reçoit la vicomté de Couserans. De 1180 à 1195, il s'empare de la ville de Saint-Lizier et en chasse les trois évêques qui se succèdent, jusqu'à ce que le pape intervienne et désigne Navarre, l'évêque de Couserans, comme son légat chargé de lutter contre le catharisme. D'une prudente neutralité pendant les sièges de Béziers et de Carcassonne, il s'allie à Raymond VI, comte de Toulouse, lorsque Simon de Montfort attaque ce dernier.
Il participe aux combats à Castelnaudary et de Muret. En 1212, Simon de Montfort occupe le Comminges, mais le concile de Latran lui rend son comté en 1216, mais est obligé de marier sa fille Pétronille avec Guy de Montfort, le fils cadet de Simon de Montfort. Lors de la révolte de Toulouse contre Montfort, il participe avec ses soldats à la défense de Toulouse, puis à celle de Marmande. Sur la demande du pape, il cesse le combat en septembre 1220 et meurt le 22 février 1225.

## Mariages et enfants
Il épouse en 1180 en premières noces Béatrix III de Marsan, comtesse de Bigorre et vicomtesse de Marsan, veuve de Pierre II de Dax. Elle est fille de Centulle III de Marsan, comte de Bigorre et vicomte de Marsan, et de Mabille des Baux, et donne naissance à :
- Pétronille († 1251), comtesse de Bigorre et vicomtesse de Marsan, mariée cinq fois.

En 1192, ayant fait main basse sur la Bigorre, il se sépare de Béatrix et se remarie en 1195 avec Comtors de la Barthe, fille d’Arnaud Guillaume, vicomte de la Barthe, qui donne naissance à :
- Bernard V (1196 † 1241), comte de Comminges ;
- Arnaud-Roger, évêque de Comminges.

Il se sépare ensuite de Comtors pour une question de consanguinité et épouse en troisièmes noces en 1197 Marie de Montpellier, fille de Guilhem VIII, seigneur de Montpellier et d’Eudoxie Comnène, qui donne naissance à :
- Mathilde, mariée en 1212 à Sanche III, vicomte de la Barthe ;
- Pétronille, mariée à Centulle Ier, comte d’Astarac.

- Delphine, abbesse de l’Esclache ;
- Mascarosse.

En 1201, Bernard et Marie de Montpellier se séparent. Selon les uns, Marie le quitte pour épouser Pierre II, roi d’Aragon et Bernard reprend pour épouse Comtors de la Barthe. Selon les autres, c'est le roi d'Aragon qui le lui demande en échange de la cession du Val d'Aran, ce dernier étant tombé amoureux de Marie de Montpellier, ou plus prosaiquement désirant s'emparer de la seigneurie de Montpellier, et renforcer ainsi sa présence dans le Languedoc.